# Valentina Giacinti
Valentina Giacinti (Trescore Balneario, 2 januari 1994) is een Italiaans voetbalspeelster.

## Statistieken
| Seizoen | Club               | Land   | Competitie | Wedstrijden | Doelpunten |
| ------- | ------------------ | ------ | ---------- | ----------- | ---------- |
| 2012/13 | Napoli             | Italië | Serie A    | 29          | 17         |
| 2013/14 | Atalanta Mozzanica | Italië | Serie A    | 26          | 19         |
| 2014/15 | Atalanta Mozzanica | Italië | Serie A    | 26          | 21         |
| 2015/16 | Atalanta Mozzanica | Italië | Serie A    | 22          | 32         |
| 2016/17 | Atalanta Mozzanica | Italië | Serie A    | 22          | 14         |
| 2017/18 | Brescia            | Italië | Serie A    | 23          | 21         |
| 2018/19 | AC Milan           | Italië | Serie A    | 21          | 21         |
| Totaal  | Totaal             | Totaal | Totaal     | 169         | 145        |

Laatste update: jun 2019

## Interlands
In 2015 kwam Giacinti voor het eerst uit voor het nationale vrouwenelftal van Italië, in een kwalificatiewedstrijd voor het EK in 2017.
Op het WK in 2019 speelde Giacinti ook en scoorde zij in de achtste finale het eerste doelpunt tegen China.